# Limburgse Handbal Dagen 2001
De Limburgse Handbal Dagen 2001 is de veertiende editie van het Limburgse mannen handbaltoernooi. Het toernooi werd gespeeld in zowel Glanerbrook te Geleen als in de Stadssporthal te Sittard.
Voor het eerst sinds jaren deed weer een Russische ploeg mee aan de Limburgse Handbal Dagen en prompt won Lukoil-Dynamo Astrachan met grote overmacht het toernooi. In de finale was het verschil met de tegenstanders nog het kleinst. Wealer/V&L weerde zich kranig tegen Lukoil-Dynamo Astrachan, maar verloor met 18-15. Een primeur van deze editie was de live-uitzending van de tweede helft van de finale op NOS Studio Sport.

## Deelnemende teams
| Ploeg                   | Land      |
| ----------------------- | --------- |
| BFC                     | Nederland |
| HC Eynatten             | België    |
| Litouwen                | Litouwen  |
| Lukoil-Dynamo Astrachan | Rusland   |
| Primaz/Sittardia        | Nederland |
| ASA Tel Aviv            | Israël    |
| IFK Tumba               | Zweden    |
| Wealer/V&L              | Nederland |

## Poulewedstrijden

### Donderdag 28 december
| WEDSTRIJD                           | UITSLAG | TIJD    | PLAATS  |
| ----------------------------------- | ------- | ------- | ------- |
| Lukoil-Dynamo Astrachan - BFC       | 29 - 18 | 15.00 u | Geleen  |
| Litouwen - Wealer/V&L               | 22 - 23 | 17.00 u | Geleen  |
| IFK Tumba - Lukoil-Dynamo Astrachan | 18 - 26 | 17.00 u | Geleen  |
| HC Eynatten - Wealer/V&L            | 27 - 31 | 21.00 u | Geleen  |
|                                     |         |         |         |
| WEDSTRIJD                           | UITSLAG | TIJD    | PLAATS  |
| ASA Tel Aviv - IFK Tumba            | 23 - 27 | 15.00 u | Sittard |
| HC Eynatten - Primaz/Sittardia      | 25 - 24 | 17.00 u | Sittard |
| BFC - ASA Tel Aviv                  | 21 - 34 | 17.00 u | Sittard |
| Primaz/Sittardia - Litouwen         | 24 - 29 | 21.00 u | Sittard |

### Vrijdag 29 december
| WEDSTRIJD                              | UITSLAG | TIJD    | PLAATS  |
| -------------------------------------- | ------- | ------- | ------- |
| Wealer/V&L - Primaz/Sittardia          | 20 - 21 | 13.00 u | Geleen  |
| Lukoil-Dynamo Astrachan - ASA Tel Aviv | 28 - 24 | 15.00 u | Geleen  |
| HC Eynatten - Litouwen                 | 22 - 28 | 13.00 u | Sittard |
| IFK Tumba - BFC                        | 28 - 19 | 15.00 u | Sittard |

Poule A
| Pos | Club                    | Gs | Pnt | Dv | Dt |
| --- | ----------------------- | -- | --- | -- | -- |
| 1   | Lukoil-Dynamo Astrachan | 3  | 6   | 83 | 60 |
| 2   | IFK Tumba               | 3  | 4   | 73 | 68 |
| 3   | ASA Tel Aviv            | 3  | 2   | 81 | 76 |
| 4   | BFC                     | 3  | 0   | 58 | 91 |

Poule B
| Pos | Club             | Gs | Pnt | Dv | Dt |
| --- | ---------------- | -- | --- | -- | -- |
| 1   | Wealer/V&L       | 3  | 4   | 74 | 70 |
| 2   | Litouwen         | 3  | 4   | 79 | 75 |
| 3   | HC Eynatten      | 3  | 2   | 74 | 83 |
| 4   | Primaz/Sittardia | 3  | 2   | 69 | 74 |

| Kleur | Kwalificatie voor |
| ----- | ----------------- |
|       | Kruisfinales      |

## Kruisfinales

### Vrijdag 29 december
| WEDSTRIJD                          | UITSLAG | TIJD    | PLAATS |
| ---------------------------------- | ------- | ------- | ------ |
| Wealer/V&L - IFK Tumba             | 24 - 23 | 19.00 u | Geleen |
| Lukoil-Dynamo Astrachan - Litouwen | 27 - 22 | 21.00 u | Geleen |

## Finales

### Zaterdag 30 december
| WEDSTRIJD                            | UITSLAG          | TIJD             | PLAATS           |
| Om plaats 7 en 8                     | Om plaats 7 en 8 | Om plaats 7 en 8 | Om plaats 7 en 8 |
| ------------------------------------ | ---------------- | ---------------- | ---------------- |
| Vervallen i.v.m. Live uitzending NOS |                  |                  |                  |
| Om plaats 5 en 6                     |                  |                  |                  |
| ASA Tel Aviv - HC Eynatten           | 28 - 25          | 11.30 u          | Geleen           |
| Kleine finale                        |                  |                  |                  |
| IFK Tumba - Litouwen                 | 34 - 35          | 13.15 u          | Geleen           |
| Finale                               |                  |                  |                  |
| Wealer/V&L - Lukoil-Dynamo Astrachan | 18 - 15          | 15.30 u          | Geleen           |

|                                    |
| Vlag van Rusland                   |
| Lukoil-Dynamo Astrachan 1ste titel |

## Eindklassering
| 1. | Lukoil - Dynamo Astrachan |
| 2. | Wealer/V&L                |
| 3. | IFK Tumba                 |
| 4. | Litouwen                  |
| 5. | ASA Tel Aviv              |
| 6. | HC Eynatten               |
| 7. | Primaz/Sittardia          |
| 7. | BFC                       |

1988 · 1989 · 1990 · 1991 · 1992 · 1993 · 1994 · 1995 · 1996 · 1997 · 1998 · 1999 · 2000 · 2001 · 2002 · 2003 · 2004 · 2005 · 2006 · 2007 · 2008 · 2009 · 2010 · 2011 · 2012 · 2013 · 2014 · 2015 · 2016 · 2017